# Nyabusare
Nyabusare är ett vattendrag i Burundi.   Det ligger i provinsen Karuzi, i den centrala delen av landet, 90 km öster om huvudstaden Bujumbura.
Omgivningarna runt Nyabusare är en mosaik av jordbruksmark och naturlig växtlighet. Runt Nyabusare är det tätbefolkat, med 459 invånare per kvadratkilometer.